# 王雪波
王雪波（1916年11月10日—2012年1月25日），原名王血波，男，河北平山人，中国剧作家，中国戏剧家协会理事，曾任天津市文化局副局长，天津市戏剧家协会主席。